# Bochumer Bruch
Der Bochumer Bruch ist ein seit 1958 stillgelegter Kalk-Steinbruch in Wülfrath. Er ist im Gegensatz zum benachbarten ebenfalls stillgelegten Steinbruch Schlupkothen in der Regel nicht mit Wasser gefüllt. 2006 erhielt der Deutsche Alpenverein ein Nutzungsrecht für den Steinbruch, so dass hier bspw. ganzjähriges Klettern möglich ist. Aktuell sind nur wenige Wandteile für das Klettern freigegeben und der Zugang ist kontingentiert.
Der Bochumer Bruch ist zentraler Bestandteil des 22,11 ha großen Landschaftsschutzgebiets Steinbruch Fricken/Frickenhaus (CDDA-Nr. 555555053; 1984 ausgewiesen). Seit 2005 gibt es ein Uhu-Brutpaar im Bochumer Bruch.

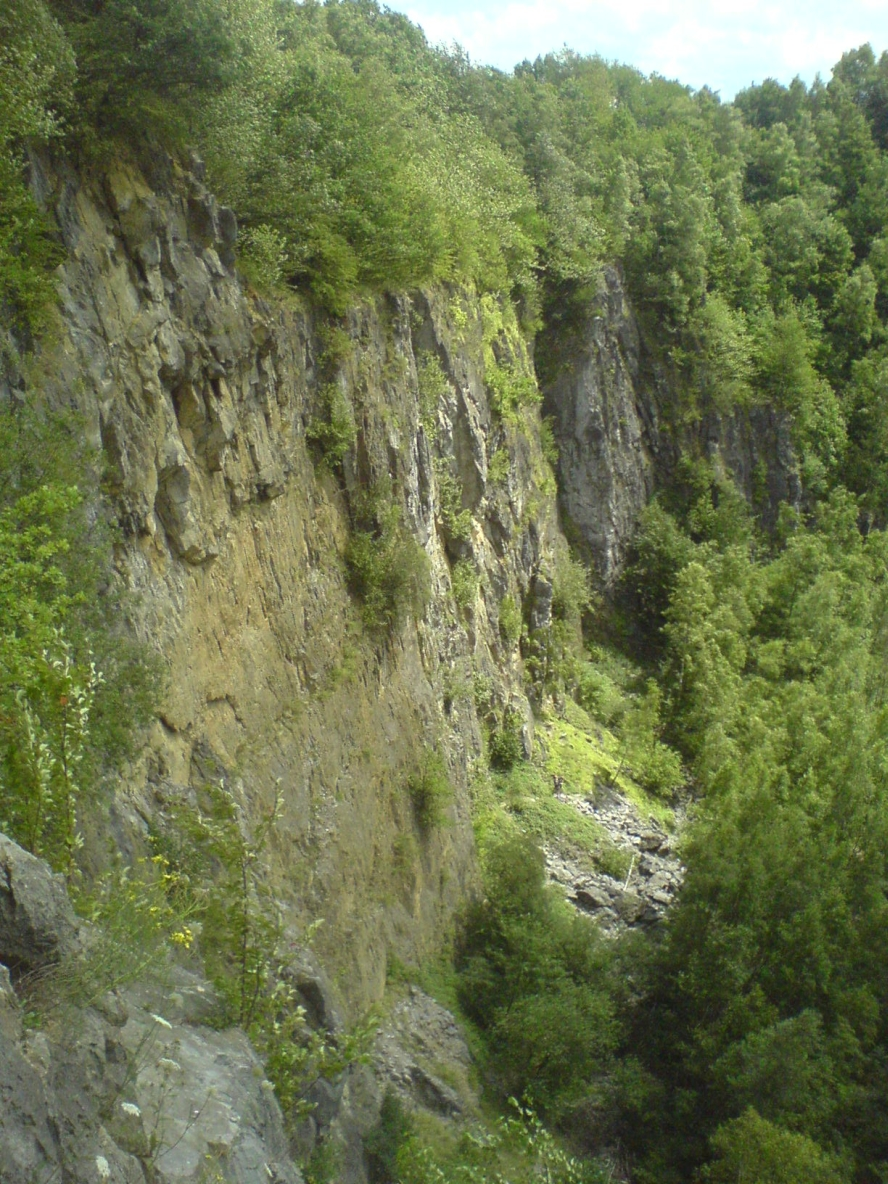
3D-Modell des Bochumer Bruchs
- Ostwand des Bochumer Bruchs